# Joseph-Berthold Urvater
Le baron Joseph-Berthold Urvater, dit Bertie Urvater, né à Anvers le 1er juillet 1910 et mort à Bruxelles le 15 septembre 2003, est un diamantaire, collectionneur, philanthrope et mécène belge.

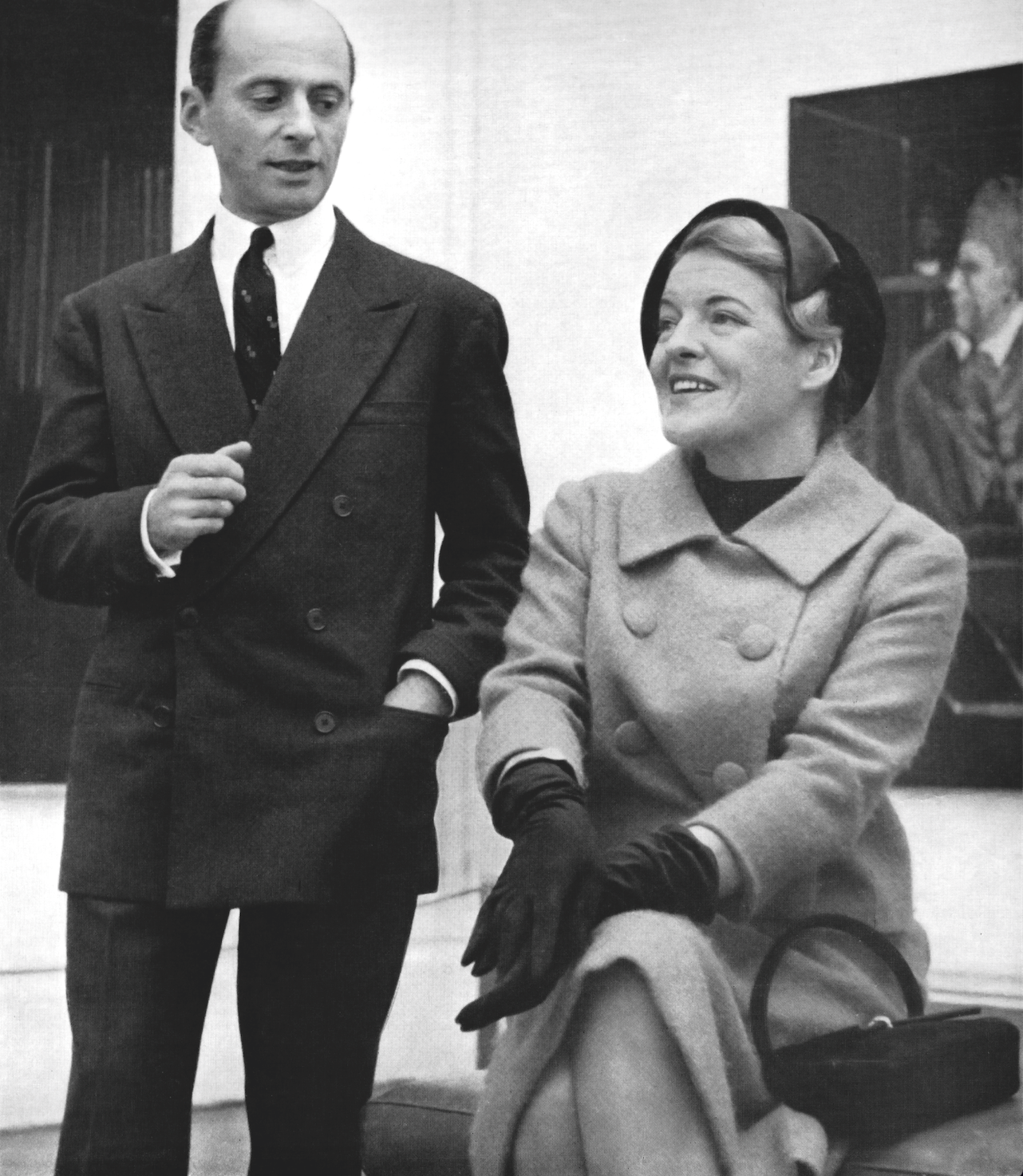
Gigi et Bertie Urvater en 1958

## Biographie
Joseph-Berthold Urvater, licencié en sciences économiques à l’ULB (Université libre de Bruxelles), se spécialise en économie africaine avant de rejoindre l’entreprise familiale diamantaire à Anvers. Pendant la guerre, il émigre à Cuba puis, en qualité de volontaire, rejoint l’armée belge à Londres. En 1949, il fondera avec son ami le sénateur André De Graw la Chambre de Commerce belgo-cubaine.
En 1948, il épouse Gaëtane Consiglio (Paris 1920 - Bruxelles 2010), une Française d’origine italienne. Ensemble, ils fréquentent le monde des arts et développent leur collection dans plusieurs directions. D’abord les « grands classiques » du XXe siècle, comme Vassili Kandinsky, Paul Klee ou Fernand Léger, puis des peintres surréalistes (Giorgio de Chirico, Max Ernst, Wifredo Lam, René Magritte, Victor Brauner, Juan Miro, Roberto Matta, Paul Delvaux...) des membres du groupe Cobra (Karel Appel, Pierre Alechinsky, Asger Jorn...) des abstraits (Jean-Paul Riopelle, Georges Mathieu, Serge Poliakoff, Pierre Soulages, Sam Francis, Vieira da Silva...) et aussi des sculpteurs (Alberto Giacometti, Jean Arp, Étienne Hajdu, César, Agustin Cardenas...), toujours avec une exigence et une passion qui leur permettent de réunir les œuvres les plus significatives de ces artistes,,.
Ils prêtent leur collection à plusieurs grands musées européens : Kröller-Muller à Otterlo (Pays-Bas) en 1957, Tate Gallery, et Arts Council (Grande-Bretagne) en 1958, musées de Belgrade et Zagreb (ex Yougoslavie) en 1959. Ils sont actifs dans la diffusion de la culture tant en Belgique qu’à l’étranger et offrent des œuvres à la Belgique (Musées royaux des Beaux-Arts de Belgique), à Israël (Musée d'Israël à Jérusalem et Ville de Tel-Aviv), à l'Italie (Villa Giulia), à la Grande-Bretagne (Tate Gallery), à la France (Musée national d'Art Moderne et Musée d'Art moderne de la Ville de Paris).
En 1958, pour abriter leur collection, ils chargent l’architecte André Jacqmain de construire une maison-musée à Rhode-Saint-Genèse,,,, dans la périphérie de Bruxelles. Cette maison-musée est toujours considérée comme majeure dans l'œuvre d'André Jacqmain et dans l'architecture du XXe siècle[réf. nécessaire]. Après que les Urvater eurent quitté la Belgique pour s’installer à Paris puis à Majorque, la maison est achetée par la République du Congo qui y installe une ambassade. En 2014, André Jacqmain redessine les espaces de la « Maison Urvater » pour ses nouveaux propriétaires, eux-mêmes collectionneurs.
Aujourd’hui dispersée, la collection Urvater se trouve dans les plus grands musées du monde : Metropolitan Museum of Art (New York), Hirshorn Museum (Washington, DC), Museo Nacional Centro de Arte Reina Sofia (Madrid), Tate Gallery (Londres), Musée d’art moderne de Paris, Musée d’Israël (Jérusalem), Musée Boijmans Van Beuningen (Rotterdam), Stedelijk Museum (Amsterdam), Kunstsammlung Nordrhein-Westfalen (Düsseldorf), Ludwig Museum im Deutschlerenhaus (Coblence), Sprengel Museum (Hanovre), Städtische Galerie im Lenbachhaus (Munich), Kunsthaus (Zürich)...
Les archives de la collection Urvater ont été données aux Musées royaux des beaux-arts de Belgique.

## Distinctions
- En 1959, Commandeur de l’ordre du Mérite de la République italienne.
- En 1969, Commandeur de l’ordre de Léopold.
- En 1971, le roi Baudoin lui confère le titre de baron en sa qualité de philanthrope et mécène[15]